# 在恆河裡游蝶泳
在恆河裡游蝶泳（ガンジス河でバタフライ）是2007年10月5日至10月6日在日本朝日電視台播放的一齣劇集。

## 劇情簡介
劇情是說一個沒有出國經驗的大學生高野照子，為了要讓自己的人生有一樣特別經歷，於是當作是懲罰遊戲般地對自己許下要到恆河裡游蝶泳，終於自己一個人到達印度。故事將會講述她到印度後有什麼經歷和如何實現在恆河裡游蝶泳。

## 演員
- 高野照子 - 長澤雅美 飾
- 真吾 - 塚本高史 飾
- 島村徹子 - 中谷美紀 飾（特別出演）
- 高野昭吾 - 石橋蓮司 飾
- 高野典子 - 竹下景子 飾
- 高野昭典 - 荒川良良 飾
- 丸山 - 皆川猿時 飾

## 音樂
- 主題曲：矢井田瞳（青空唱片）

## 播放日期及收視率
| 集數 | 播放日期  | 收視率 |
| ---- | --------- | ------ |
| 前編 | 2007/10/5 | 7.6%   |
| 後編 | 2007/10/6 | 6.2%   |

## 外部連結
- （日語） 官方網站（页面存档备份，存于）
- 『ガンジス河でバタフライ』東映公式サイト